# Liste der Baudenkmale in Quendorf
In der Liste der Baudenkmale in Quendorf sind alle Baudenkmale der niedersächsischen Gemeinde Quendorf aufgelistet. Die Quelle der Baudenkmale ist der Denkmalatlas Niedersachsen. Der Stand der Liste ist der 8. März 2021.

## Allgemein
In den Spalten befinden sich folgende Informationen:
- Lage: die Adresse des Baudenkmales und die geographischen Koordinaten. Kartenansicht, um Koordinaten zu setzen. In der Kartenansicht sind Baudenkmale ohne Koordinaten mit einem roten Marker dargestellt und können in der Karte gesetzt werden. Baudenkmale ohne Bild sind mit einem blauen Marker gekennzeichnet, Baudenkmale mit Bild mit einem grünen Marker.
- Bezeichnung: Bezeichnung des Baudenkmales
- Beschreibung: die Beschreibung des Baudenkmales. Unter § 3 Abs. 2 NDSchG werden Einzeldenkmale und unter § 3 Abs. 3 NDSchG Gruppen baulicher Anlagen und deren Bestandteile ausgewiesen.
- ID: die Objekt-ID des Baudenkmales
- Bild: ein Bild des Baudenkmales, ggf. zusätzlich mit einem Link zu weiteren Fotos des Baudenkmals im Medienarchiv Wikimedia Commons. Wenn man auf das Kamerasymbol klickt, können Fotos zu Baudenkmalen aus dieser Liste hochgeladen werden:

## Quendorf

### Gruppe: Villa Edel
Die Gruppe „Villa Edel“ hat die ID 36025887.

| Lage                                              | Bezeichnung  | Beschreibung | ID       | Bild |
| ------------------------------------------------- | ------------ | ------------ | -------- | ---- |
| Nordhorner Straße 136 52° 19′ 50″ N, 7° 11′ 58″ O | Villa        |              | 36058265 | BW   |
| Nordhorner Straße 136 52° 19′ 52″ N, 7° 11′ 56″ O | Park         |              | 36058581 | BW   |
| Nordhorner Straße 136 52° 19′ 53″ N, 7° 11′ 58″ O | Wasserturm   |              | 36057724 | BW   |
| Nordhorner Straße 136 52° 19′ 54″ N, 7° 11′ 56″ O | Kutscherhaus |              | 36057749 | BW   |

### Einzelbaudenkmale
| Lage                                          | Bezeichnung | Beschreibung | ID       | Bild |
| --------------------------------------------- | ----------- | ------------ | -------- | ---- |
| Kapellenplatz 52° 20′ 46″ N, 7° 13′ 30″ O     | Steinkreuz  |              | 36057774 | BW   |
| Nordhorner Straße 52° 20′ 9″ N, 7° 11′ 21″ O  | Scheune     |              | 6058219  | BW   |
| Nordhorner Straße 52° 20′ 10″ N, 7° 11′ 23″ O | Scheune     |              | 36058242 | BW   |